# Biotyt
Biotyt – minerał z gromady krzemianów, należący do grupy mik (łyszczyków). Jego nazwa pochodzi od nazwiska francuskiego fizyka Jeana Baptiste’a Biota.

## Właściwości
Tworzy kryształy tabliczkowe i krótkosłupowe (heksagonalne). Występuje w skupieniach zbitych, ziarnistych, blaszkowych i łuskowych. Jest minerałem giętkim, łamliwym, sprężystym. Zawiera domieszki: tytanu, sodu, litu, baru, strontu, cezu, manganu (manganofyllit).
Bywa zasobny w:
- magnez (meroksen)
- niekiedy zawiera znaczną ilość żelaza (lepidomelan, syderofyllit)
- często zawiera wrostki cyrkonu, a także rutylu
- wykazuje silny pleochroizm o barwach: zielonej, brunatnej i czerwonawej

## Występowanie
Biotyt jest najbardziej pospolitym minerałem wśród łyszczyków, posiadającym duże znaczenie skałotwórcze. Podobnie jak muskowit występuje głównie w granitach i granodiorytach, ale również tonalitach; znany jest również z ciemnych skał żyłowych i wulkanicznych. Biotyt powszechnie występuje w niektórych skałach metamorficznych, takich jak łupki łyszczykowe (mikowe) czy gnejsy. W budowie skał osadowych odgrywa znacznie mniejszą rolę niż muskowit, ponieważ charakteryzuje się mniejszą odpornością na wietrzenie chemiczne.
Obecność biotytu w glebach zaznacza się jedynie tam, gdzie procesy wietrzenia zachodzą bardzo powoli. Przyjmuje tam postać wydłużonych, blaszkowatych ziarn.
Miejsca występowania:
- na świecie: Kanada – Ontario, USA – Kalifornia, Kolorado; Brazylia, Rosja – Góry Ilmeńskie; Indie, Norwegia, Szwecja
- w Polsce: na Dolnym Śląsku, w Tatrach, na Suwalszczyźnie

## Zastosowanie
- bywa stosowany jako materiał izolacyjny (przy produkcji kondensatorów)
- po zmieleniu jako posypka papowa
- ma znaczenie naukowe (jako wskaźnik tworzenia się skał)
- jest minerałem interesującym kolekcjonerów

Bardzo duże kryształy znaleziono w Indiach – do 64 ton, Rosji – około 70 m² oraz Norwegii. Gigantyczne okazy spotykano w Kanadzie, Brazylii i na Grenlandii.